# Schinkel (rivier)
De Schinkel is een kleine gekanaliseerde rivier in Amsterdam, in de Nederlandse provincie Noord-Holland. De rivier loopt van de (voormalige) Overtoomse Sluis naar de Nieuwe Meer. 

## Geschiedenis
Vanaf 1413 is in het verlengde van de Schinkel de Kostverlorenvaart gegraven in de richting van het IJ. Op last van de Graaf van Holland, werd echter in 1434 al een dam in de Schinkel gemaakt, zodat er geen scheepvaart plaats kon vinden. Schepen moesten, volgens de door graaf verleende rechten, de voorgeschreven route via Spaarndam volgen om bij het IJ te komen. 
Over deze dam werd in 1515 een overhaal of overtoom gemaakt, waar alleen kleine schepen overheen getrokken mochten worden. Deze overtoom vormde tevens de landscheiding tussen boezem van het Hoogheemraadschap van Rijnland en die van Amstelland. 
In de Napoleontische tijd, toen de grafelijke rechten werden afgeschaft, werd in 1809 de overtoom door een schutsluis vervangen, de Overtoomse Sluis. Hiermee was een rechtstreekse vaarverbinding tussen de Schinkel enerzijds en de Kostverlorenvaart en de Overtoomse Vaart anderzijds mogelijk geworden. In 1875 is via de Kattensloot, Singelgracht en het Westerkanaal de verbinding met het IJ gemaakt en daarmee een vaarweg gerealiseerd tussen de Nieuwe Meer en het IJ.
Deze sluis was in het begin van de 20e eeuw een belangrijk obstakel geworden in de scheepvaartroute. De Overtoomse Sluis werd op 1 juli 1942 vervangen door de Schinkelsluis bij de Nieuwe Meer, waarna de Schinkel ten noorden van deze sluis tot het stadswater ging behoren.
De Schinkel is gekanaliseerd als onderdeel van het Plan Zuid uit 1917 van de architect Berlage. 
In de eerste helft van de twintigste eeuw lag hier in de rivier het Schinkelbad, een houten buitenzwembad.

## Huidige situatie
Het water ten noorden van de Schinkelsluis is nog herkenbaar als rivier. Nabij de schutsluis ligt een 'woonbotendorp', een grote concentratie woonboten. 
De Schinkel wordt nog steeds gebruikt voor goederenvervoer over het water, een functie die de stadsgrachten verloren hebben. Ook veel plezierjachten maken gebruik van deze verbinding tussen de Ringvaart van de Haarlemmermeer en het IJ, die een onderdeel vormt van de Staande Mastroute.
Over de Schinkel liggen enkele bruggen: de Theophile de Bockbrug (brug nr. 360), de Zeilbrug (brug nr. 348) en de Schinkelbrug (brug nr. 176P).
Op de oever ter hoogte van het IJsbaanpad staat sinds 1958 een beeld van Jan Meefout.
Naast het water ligt het gelijknamige bedrijventerrein Schinkel. Ook het Park Schinkeleilanden grenst aan de rivier.